# Boston Public
Boston Public  est une série télévisée américaine en 81 épisodes de 42 minutes, créée par David E. Kelley et dont seulement 79 épisodes ont été diffusés entre le 23 octobre 2000 et le 30 janvier 2004 sur le réseau Fox.
Au Québec, la série a été diffusée à partir du 23 septembre 2001 à Télé-Québec, et en France à partir du 8 septembre 2002 sur France 2 et rediffusée sur France 4.

## Synopsis
Boston Public est une série visant à recréer l'ambiance des lycées américains. L'histoire se déroule au lycée Winslow (Winslow High).
La différence de cette série avec les séries classiques est que celle-ci tourne seulement autour de l'histoire de ce lycée, pas seulement au niveau de la vision des élèves, mais aussi au niveau de celle du corps enseignant.

## Distribution
- Chi McBride (VF : Lionel Henry) : Steven Harper : proviseur du lycée, il assume ses fonctions tant bien que mal. Aussi présent lors de conflits entre professeurs, élèves ou parents d’élève, les situations où sa patience et son autorité sont mises à l’épreuve se multiplient. Il est cependant secondé par Scott Guber  à qui il confie ses doutes et délègue les cas les plus difficiles.
- Anthony Heald (VF : Patrick Floersheim) : Scott Guber : adjoint du proviseur, il se présente comme le « méchant policier » qui n’écoute que les règles du lycée et gère de manière stricte toutes les situations. Âgé de quarante-huit ans, célibataire et passionné de musique classique, il se découvre régulièrement des faibles pour ses collègues, souvent beaucoup plus jeunes que lui. Sous ses airs rigides, on découvre que l’autorité dont il dispose au sein de l’établissement l’aide à compenser le peu d’importance que les gens lui prêtent en général.
- Loretta Devine (VF : Claude Chantal) : Marla Hendricks, professeur d'histoire qui souffre de problèmes psychologique. Au début de la série, elle arrête ses médicaments, ce qui la rend très nerveuse
- Sharon Leal (VF : Annie Milon) : Marilyn Sudor
- Jeri Ryan (VF : Malvina Germain) : Ronnie Cooke (2001-2004)
- Michael Rapaport (VF : Ludovic Baugin) : Danny Hanson (2001-2004)
- Natalia Baron (VF : Laëtitia Lefebvre) : Carmen Torres (2003-2004)
- Fyvush Finkel (VF : Claude d'Yd) : Harvey Lipschultz : professeur ayant l’âge de la retraite, il s’illustre par ses méthodes très vieille école, régulièrement remises en question par le proviseur.  Lors de l’épisode pilote, à la question « Comment pourrais-je être soudain un mauvais enseignant ? J’enseigne de la même manière depuis quarante ans! », il s’entend répondre : « Justement, vous enseignez exactement de la même manière depuis quarante ans. » Souvent accusé de racisme, il confie simplement ne pas comprendre pourquoi une remarque désobligeante envers un noir devrait être plus mal prise que celle adressée à un blanc.
- Jessalyn Gilsig (VF : Rafaele Moutier) : Lauren Davis (2000-2002) : prenant son métier de professeur très à cœur, elle s’efforce de faire preuve d’ouverture d’esprit et de compassion envers ses élèves.  Si elle entretient de très bons rapports avec ses collègues auxquels elle se confit régulièrement, c’est surtout grâce à eux qu’elle découvre ses failles. Elle tente de convaincre une élève des vertus de l’abstinence, avoue donner inconsciemment de meilleures notes aux élèves blancs qu’aux noirs et se laissera séduire par un ancien élève qui aura su flatter son orgueil.
- Nicky Katt (VF : Pierre Tessier) : Harry Senate (2000-2002) : présenté dès l’épisode pilote comme un professeur aux méthodes d’enseignement très personnelles, il privilégie le rapport avec ses élèves et l’expression de la libre pensée. Malgré de fréquents rappels à l’ordre du proviseur, il n’hésite pas à aborder les sujets les plus tabous de l’adolescence (sexualité, suicide, pulsions violentes). Son attitude se veut protectrice envers ses élèves qui trouvent ainsi un semblant de normalité, mais à tendance autodestructrice envers ses perspectives de carrière. On découvre peu à peu que, derrière cette tendance à la rébellion contre un système éducatif trop figé se cache une grande sensibilité et un désir d’offrir à ses élèves la liberté de réflexion dont il a lui-même manqué. Son comportement finira cependant par porter préjudice à la réputation du lycée et le mènera à la démission lors de la saison 2.
- Rashida Jones (VF : Annabelle Roux) : Louisa Fenn (2000-2002)
- Thomas McCarthy (VF : Jérôme Rebbot) : Kevin Riley (2000-2001) : meilleur confident de Milton Buttle, il acceptera de « couvrir » la relation de son collègue. Il est également coach sportif. Il sera finalement renvoyé peu de temps après ce dernier pour avoir privilégié son amitié à ses devoirs de professeur.
- Joey Slotnick (VF : Sébastien Desjours) : Milton Buttle (2000-2001) : jeune trentenaire, on suit essentiellement ses déboires personnels. Un peu simplet, romantique et passionné de littérature, il essaiera maladroitement de garder secrète sa relation avec une de ses élèves, ce qui lui vaudra son renvoi par l’adjoint du proviseur en milieu d’année.
- Kathy Baker (VF : Christine Delaroche) : Meredith Peters (2001-2002)
- China Shavers (en) (VF : Edwige Lemoine) : Brooke Harper (2001-2003)
- Jon Abrahams (VF : Mathias Kozlowski) : Zack Fisher (2002-2003)
- Joey McIntyre (VF : Damien Boisseau) : Colin Flynn (2002-2003)
- Michelle Monaghan (VF : Marie-Laure Dougnac) : Kimberly Woods (2002-2003)
- Cara DeLizia (en) (VF : Dorothée Pousséo) : Marcy Kendall (2002-2003)

 Source et légende : version française (VF) sur RS Doublage

## Épisodes

### Première saison (2000-2001)
- Chapitres 1 à 22 (22 épisodes)

### Deuxième saison (2001-2002)
- Chapitres 23 à 44 (22 épisodes)

### Troisième saison (2002-2003)
- Chapitres 45 à 66 (22 épisodes)

### Quatrième saison (2003-2004)
- Chapitres 67 à 81 (15 épisodes)

## Commentaires
- Cette série sert également à David E. Kelley, le producteur et réalisateur, à faire passer des messages forts, notamment sur la drogue, l'alcool, le racisme et la guerre, n'hésitant pas à œuvrer avec les sentiments des gens afin de toucher assez fortement ces derniers, pour qu'ils s'imprègnent de ses messages.
- À l’origine, le personnage de Lauren Davis avait été créé pour Lauren Holly, mais celle-ci l’a refusé. C’est donc Jessalyn Gilsig qui en a hérité[3].
- La série a eu droit à un crossover avec une autre série de David E. Kelley : The Practice : Donnell et Associés sur ABC diffusée en février 2001.
- Le 20 janvier 2004, Fox annonce sa grille de février dont la série n'est plus à l'horaire[4]. À ce moment-là, la production venait de terminer le tournage du 15e épisode. Les deux épisodes restants ont été diffusés le 1er et 2 mars 2005 sur TV One
- Au printemps 2005, Chi McBride reprend son rôle pour un épisode de la série Boston Legal sur le réseau ABC[5].

## Récompenses
- Emmy Award 2001 : Meilleure direction artistique pour l'épisode Chapitre un